# La Luna (Album)
La Luna ist das zweite Musikalbum des Musikers Angelo Branduardi. Es erschien 1975 auf Langspielplatte und ist Riccardo Michelini und Luisa Zappa gewidmet.

## Albuminformationen

### La Luna
Das Album La Luna von 1975 enthielt neun Lieder von Maurizio Fabrizio arrangiert, darunter Confessioni di un malandrino mit einem von Luisa Zappa ins italienische übersetzten Text von Sergej Esenin. Zudem ist dort die einzige wirkliche Klavier-Ballade Branduardis (Donna mia) zu hören. Gli alberi sono alti ist eine italienische Version eines keltischen Liedes, das Alan Stivell erstmals mit seiner Harfe einem breiten Publikum bekannt machte. Wahrscheinlich gilt dies als Auslöser dafür, dass Branduardi La Luna als Album zur Wiederveröffentlichung mit dem Singellied „Gulliver“ auswählte.

### Gulliver
Das Lied Gulliver ist eine bekannte Melodie, die 1929 unter dem Titel Son ar chistr („Lied vom Cidre“) von Jean Bernard und Jean-Marie Prima aus dem Morbihan komponiert wurde und im Stil eines Volksliedes gehalten ist. Alan Stivell machte dieses Lied bekannt. Die Holländische Musikgruppe Bots veröffentlichte später „Was wollen wir trinken“ zu dieser Melodie, mit dem diese Melodie erstmals einem breiten Millionenpublikum auch in Deutschland und Holland bekannt wurde. Branduardis Frau Luisa Zappa-Branduardi schrieb dazu einen Text über den berühmten Kinderroman von Gullivers Reisen. In der ersten Strophe besucht Gulliver die Liliputaner, und in der zweiten die Riesen. „Gulliver“ wurde 1980 als Single und als einziges neues Lied auf dem Album „Gulliver, la luna e altri disegni“ veröffentlicht. Man hört, wenn man es weiß, deutlich, das Gulliver nicht so ganz zu den anderen Liedern gehört, was wohl auch durch das Arrangement von Paul Buckmaster (nicht wie 1975 Maurizio Fabrizio) zurückzuführen ist.

## Wiederveröffentlichung als Gulliver, la luna e altri disegni
Gulliver, la luna e altri disegni besteht zu 90 Prozent aus den Liedern des Albums La Luna aus dem Jahr 1975. Die Titel wurden neu gemischt bei Fonit Cetra in Milano von Plinio „Kipling“ Chiesa.
Einzig der Titel Gulliver, geschrieben von Luisa Zappa und Angelo Branduardi ist neu auf das Album gekommen und wurde von Paul Buckmaster arrangiert. Die anderen neun Titel waren 1975 von Angelo Branduardi und Maurizio Fabrizio arrangiert.

## Titellisten der LPs
| Seite A: 1. La luna – 2:48 2. Tanti anni fa – 2:49 3. Donna mia – 3:32 4. Gli alberi sono alti – 4:08 5. Notturno – 4:51 Seite B: 1. Rifluisce il fiume – 4:29 2. Confessioni di un malandrino – 5:06 3. Primavera – 3:26 4. La danza – 4:08 | Seite A: 1. La luna 2. Tanti anni fa 3. Donna mia 4. Gli alberi sono alti 5. Notturno Seite B: 1. Gulliver* 2. Rifluisce il fiume 3. Confessioni di un malandrino 4. Primavera 5. La danza |

## Anderssprachige Versionen
- Confession d'un malandrin – französische Version von Gulliver, la luna e altri disegni (1980) mit Übersetzungen von Etienne Roda-Gil[3]

## Andere Pressungen und Singleauskopplungen von Gulliver
1980 erschien in Frankreich die Version „La Luna, Gulliver e altri disegni“ auf dessen Covervorderseite das Bild des „La Luna“ Covers zu sehen ist, das Branduardi beim Mondschein an einem Gewässer von hinten zeigt. Allerdings ist Branduardi nur als schwarzer Umriss zu sehen.
Das Original-Album wurde nicht noch einmal veröffentlicht, was wahrscheinlich auf die gute Verkaufszahl von „Gulliver“ zurückzuführen ist.
Einige der Stücke erschienen 1991 neu eingemischt und zum Teil als Remix verändert auf der Compilation LP & CD Il meglio di angelo branduardi – CONFESSIONI DI UN MALANDRINO neu.
- La Luna, Gulliver i altri disegni – 2 verschiedene Pressungen mit dem Coverfoto von La Luna, die eine jedoch in einem anderen Design.

- Gulliver – Single mit „Per creare i suoi occhi“ vom Album Angelo Branduardi als B-Seite.
- Gulliver – *La Luna (2 verschiedene Singleplatten mit unterschiedlichen Covers.)